# 戈斯氏龍占麗魚
戈斯氏龍占麗魚，為輻鰭魚綱鱸形目隆頭魚亞目慈鯛科的其中一種，分布於非洲馬拉威湖南部流域，體長可達14.4公分，棲息在泥底質水域，生活習性不明，可作為觀賞魚。

## 擴展閱讀
維基物種上的相關：戈斯氏龍占麗魚